# فریتس والتر (بازیکن فوتبال، زاده ۱۹۶۰)
فریتس والتر (آلمانی: Fritz Walter؛ زادهٔ ۲۱ ژوئیهٔ ۱۹۶۰) بازیکن فوتبال در پست مهاجم اهل آلمان است.

## باشگاهی
از باشگاه‌هایی که در آن بازی کرده‌است می‌توان به باشگاه فوتبال اشتوتگارت و باشگاه فوتبال آرمینیا بیله‌فلد اشاره کرد.

## تیم ملی
وی همچنین در تیم ملی فوتبال زیر ۲۳ سال آلمان (المپیک آلمان) بازی کرده‌است.

## افتخارات
وی در مسابقات کشوری و بین‌المللی در مجموع برندهٔ ۱ مدال برنز شده‌است.